# Friedrich Lindemann (Altphilologe)
Johann Friedrich Lindemann (* 10. März 1792 in Jöhstadt; † 15. Juni 1854 in Boppard) war ein deutscher Altphilologe und Gymnasiallehrer.

## Leben
Der Sohn des Direktors der Stadtschule und späteren Pfarrers von Mauersberg hatte 1807 die Lateinschule in Marienberg besucht und besuchte ab 1809 das kurfürstliche Landesgymnasium in Meißen. Seit 1811 studierte er an Universität Wittenberg Theologie und Philosophie. Da 1813 die Befreiungskriege ausbrachen und die Wittenberger Universität fast zum Erliegen kam, kehrte er zu seinen Eltern zurück. Von dort aus unternahm er eine Bildungsreise nach Böhmen und begab sich nach der Völkerschlacht im November 1813 an die Universität Leipzig.
Nachdem er dort seine Studien zum Abschluss gebracht hatte, ging er im April 1814 als Konrektor an das Gymnasium nach Torgau, wo er am 29. September auch Rektor der Bildungseinrichtung wurde. Dort steigerte er wieder die Schülerzahlen, setzte seine Studien fort und fasste den Entschluss, eine Geschichte vom vorrömischen Italien zu schreiben. Um seine Kenntnisse der alten italienischen Sprache zu erweitern, begab er sich 1817 nach Leiden. Da seine finanziellen Verhältnisse in Torgau ihn wenig befriedigten, wechselte er im August 1819 als sechster Professor an die Landesschule Meißen und wurde 1823 an das Gymnasium in Zittau berufen. Er stand dem Gymnasium von 1823 bis 1853 vor.
Hier erlebte er in seiner 30-jährigen Dienstzeit die Umgestaltung des sächsischen Schulwesens, was nunmehr nicht mehr in der Regie der Kirche, sondern unter dem bestimmenden Einfluss des Staates stand. Dabei waren so manche Schwierigkeiten zu überwinden. 1825 erhielt er dabei Unterstützung vom neuen Konrektor Leopold Imanuel Rückert, so dass er sich selbst um die Entwicklung der klassischen Studien kümmern konnte. In der damaligen Debatte um die Neugestaltung des Gymnasialwesens verfasste Lindemann einige Schriften, erwarb sich Verdienste bei der Verwaltung und baute die Schulbibliothek aus. In Zittau war er Mitglied der Freimaurerloge „Friedrich August zu den drei Zirkeln“.
Sein philologisches Hauptwerk bei der Erforschung der altitalienischen Dialekte war Corpus Grammaticorum latinorum veterum. 1840 übernahm er provisorisch, ab März 1841 hauptamtlich die Leitung der königlichen Gewerbeschule und Bauwerkschule. Zudem war er im Vorstand des Gewerbevereins und Gründer des pomologischen Vereins. Für letzteren gab er die Zeitschrift Opora und das Obstzuchtbüchlein heraus. Nachdem ihn 1847 ein Herzleiden ereilt hatte, nahm sein gesundheitlicher Zustand ab. Auch Kuren und ein längerer Urlaub brachten keine Besserung, so dass er 1853 in den Ruhestand versetzt wurde. Ein Jahr später verstarb er und hinterließ dem Zittauer Gymnasium seine 3000 Bände umfassende private Bibliothek.

## Veröffentlichungen (Auswahl)
1. Prisciani opera minora. 1818
2. Pompeji commentum artis Donati. Ejusdem in librum Donati de Barbarismis et Metaplasimis commentariolum. Accessit ars grammatica Servii. 1820
3. De nova editione grammaticorum Latinorum epistola ad Niebuhrium. 1828
4. M. Tulli Ciceronis ut ferunt Retoricorum ad Herennium libri IV. Ejusdem de invenzione retorica libri II. 1828
5. Uebungsbuch zur Fertigung grichischer Verse für die mittleren und oberen Classen an Gymnasien. 1824
6. Novus thesaurus linguae Latinae prosodiacus. 1827
7. Corpus Grammaticorum latinorum veterum. 4. Bd. 1831–34
8. De originibus linguae latinae. 5. Teile 1828–31
9. Plauti comoediae tres, Captivi, Miles gloriosus Trinummus. 1830
10. Plauti Amphitruo. 1834
11. Die wichtigsten Mängel des Gelehrtenschulwesens im Königreich Sachsen, nebst Anträgen zu deren Verbesserung. 1833
12. Die Verhandlungen über den Entwurf eines Gesetzes, die Organisation der Gelehrtenschulen betreffend, in der ersten Kammer der hohen Ständeversammlung des Königreichs Sachsen. 1834
13. Einige Andeutungen über die Bauschulen des Althertums. 1841